# Deutscher Sprachatlas
Deutscher Sprachatlas (dansk: 'Tysk sprogatlas') er navnet på en forskningsinstitution ved universitetet i Marburg og et dialektatlas over tyske dialekter. 
Institutionen blev grundlagt 1877 som Sprachatlas des Deutschen Reichs af lingvisten Georg Wenker (1852-1911) og gennemførte i årene frem mod 2. verdenskrig den mest omfattende dialektundersøgelse nogensinde. 
På baggrund af spørgeskemaer sendt til ca. 50.000 steder inden for det tysksproglige område opstod et dialektatlas bestående af i alt 1.668 kort. I begyndelsen af 2000'erne blev kortene digitaliseret og offentliggjort på internet i forbindelse med projektet Digitaler Wenker-Atlas (DiWA).